# Philippus Elephantis
Philippus Elephantis (o Philippi Elephantis, o Philippe Éléphant) (mitjans del segle xiv), fou un metge, alquimista, matemàtic i filòsof de Tolosa de Llenguadoc, d'origen probablement escocès.
Fou autor d'un tractat enciclopèdic, perdut en bona part, del que se n'ha conservat la secció dedicada a l'alquímia.
Seguidor de l'hermenèutica de Pietro de Bono, primer alquimista que incorporà els temes mitològics al seu discurs en la seva obra "Pretiosa margarita novella".
En la biblioteca de l'humanista català del segle xv, Pere Miquel Carbonell, hi consta una obra titulada Philosophia magistri Philippi Elephantis cum versibus Nasonis et Ovidii ac proverbis moralibus commendatione dignis.
En el manuscrit 2085 de la Biblioteca Universitaria de Salamanca, pàgs. 1r-26r, hi consta un tractat de Mathematica, de Philippus Elephantis.
Deixà també un tractat d'ètica (Ethica), de concepció aristotèlica, en el que, entre d'altres, tracta del tema de la guerra, inspirant-se en Vegeci.